# Dorcadion pluto
Dorcadion pluto är en skalbaggsart som beskrevs av Thomson 1867. Dorcadion pluto ingår i släktet Dorcadion och familjen långhorningar. Inga underarter finns listade i Catalogue of Life.